# Cuyón (Aibonito)
Cuyón es un barrio ubicado en el municipio de Aibonito en el estado libre asociado de Puerto Rico. En el Censo de 2010 tenía una población de 977 habitantes y una densidad poblacional de 91,96 personas por km².

## Geografía
Cuyón se encuentra ubicado en las coordenadas 18°6′4″N 66°14′23″O / 18.10111, -66.23972. Según la Oficina del Censo de los Estados Unidos, Cuyón tiene una superficie total de 10.62 km², que corresponden a tierra firme.

## Demografía
Según el censo de 2010, había 977 personas residiendo en Cuyón. La densidad de población era de 91,96 hab./km². De los 977 habitantes, Cuyón estaba compuesto por el 80.35% blancos, el 5.12% eran afroamericanos, el 0.1% eran asiáticos, el 12.18% eran de otras razas y el 2.25% pertenecían a dos o más razas. Del total de la población el 98.57% eran hispanos o latinos de cualquier raza.